# Tenexpanoya
Tenexpanoya är en ort i Mexiko.   Den ligger i kommunen Tatatila och delstaten Veracruz, i den sydöstra delen av landet, 210 km öster om huvudstaden Mexico City. Tenexpanoya ligger 1 834 meter över havet och antalet invånare är 428.
Terrängen runt Tenexpanoya är kuperad söderut, men norrut är den bergig. Runt Tenexpanoya är det ganska tätbefolkat, med 160 invånare per kvadratkilometer. Närmaste större samhälle är Atzalan, 18,3 km nordväst om Tenexpanoya. I omgivningarna runt Tenexpanoya växer i huvudsak blandskog.